# Andrea Giacinto Longhin
Giacinto Bonaventura Longhin, OFMCap, řeholním jménem Andrea di Campodarsego (22. listopadu 1863, Campodarsego – 26. června 1936, Treviso) byl italský římskokatolický duchovní, řeholník Řádu menších bratří kapucínů, sloužící jako biskup trevisský a arcibiskup ad personam. Katolická církev jej uctívá jako blahoslaveného.

## Život

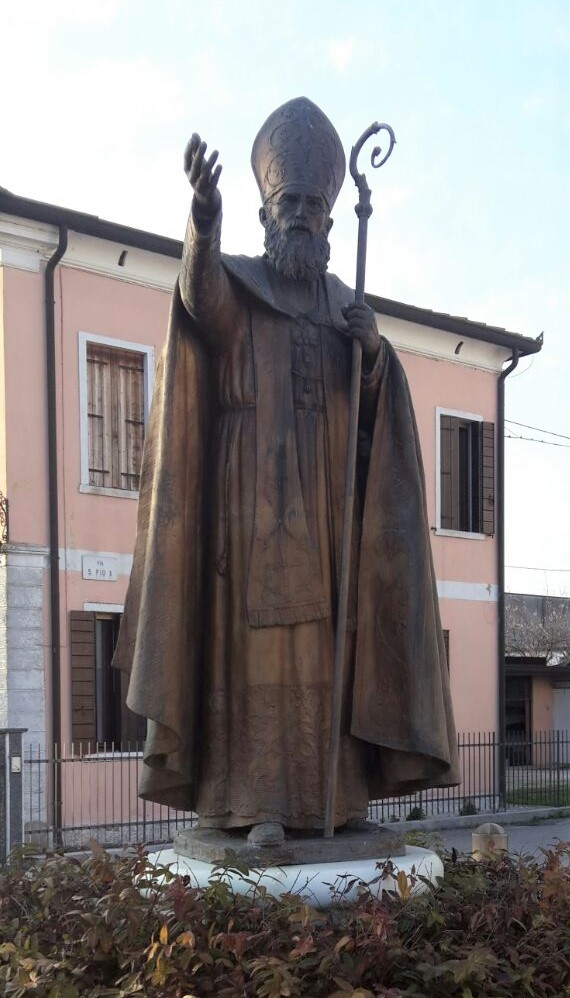
Jeho socha ve vesničce Fiumicello v obci Campodarsego

Narodil se dne 22. listopadu 1863 ve vesničce Fiumicello v obci Campodarsego v provincii Padova jako jediné dítě chudých farmářů Mattea Longhina a Giudetty Marin. Pokřtěn byl 23. listopadu téhož roku jako Giacinto Bonaventura.
Již v dětství se cítil být přitahován ke kněžství a přes protesty svého otce vstoupil do Řádu menších bratří kapucínů. Jeho otec pracoval na farmě sám a nepřál si být v tak namáhavé práci ochuzen o syna. Dne 27. srpna 1879 přijal řeholní jméno Andrea di Campodarsego poté, co přijal v Bassano del Grappa řeholní hábit a započal svůj noviciát. Studoval v Padově (humanistická studia) a Benátkách (teologická studia). Dne 4. října 1883 složil doživotní řeholní sliby. Kněžské svěcení přijal v Benátkách dne 19. června 1886. Světitelem byl benátský patriarcha a kardinál Domenico Agostini. Učil v ústavu svého řádu v Udine a v letech 1889–1891 byl jeho ředitelem. Poté byl v letech 1891–1902 ředitelem teologických studií v Benátkách. Od 18. dubna 1902 do roku 1904 působil také jako provinční ministr svého řádu v Benátkách, kde se s ním spřátelil benátský patriarcha a kardinál Giuseppe Melchiorre Sarto, který se v roce 1903 stal papežem sv. Piem X. V Benátkách se stal oblíbeným kazatelem.
Dne 16. dubna 1904 jej papež sv. Pius X. jmenoval biskupem trevisským. Kardinál Rafael Merry del Val y Zulueta jej dne 17. dubna 1904 v kostele Trinità dei Monti v Římě vysvětil na biskupa. Spolusvětiteli byli biskupové Giuseppe Maria Costantini a Francesco Sogaro. 6. srpna téhož roku pak byl slavnostně uveden do úřadu. Ještě před tím stihl sepsat své první dva pastýřské listy. Často cestoval do jednotlivých farností, aby se sblížil se svými věřícími, zatímco se pustil do reformy seminářů, zlepšení duchovní formace ve své diecézi a zároveň se snažil povzbudit nová povolání k zasvěcenému životu. Podporoval také duchovní obnovy a povzbuzoval diecézní kněze, aby tuto myšlenku podpořili. Stal de blízkým přítelem sv. Leopolda Mandíće. Velký důraz kladl také na pastoraci.
Během zuřící první světové války organizoval ve své diecézi humanitární pomoc uprchlíkům, raněným, chudým a dalším potřebným. Obnovoval zničené farnosti a za tyto své zásluhy byl vyznamenán záslužným křížem. Během války však byl ona další kněží usvědčeni z poraženectví a na krátkou dobu uvězněni, protože nebyli na žádné straně vojenského konfliktu. Nedlouho poté byl propuštěn a pokračoval ve svém úřadu. Po válce spolupracoval se sociálními hnutími. Dne 24. března 1923 byl jmenován dočasným apoštolským administrátorem diecéze Padova, kterým byl do 7. října téhož roku. Dne 19. prosince 1927 byl ustanoven apoštolským administrátorem arcidiecéze Udine, kterým byl do jmenování nového arcibiskupa o rok později, 14. října 1928. Dne 4. října 1928 jej papež Pius XI. povýšil ad personam na arcibiskupa s titulárním arcibiskupským sídlem v Patras, nadále však zůstal trevisským biskupem, kterým poté byl až do své smrti.
Podporoval práva pracujících a kritizoval vykořisťování pracovníků. Podporoval také působení řeholních řádů a kongregací ve své diecézi, jako např. karmelitánů, salesiánů Dona Boska či pasionistů. V roce 1920 podpořil odborové hnutí Leghe Bianche a postavil se proti fašismu poté, co Benito Mussolini získal moc na konci roku 1922 po svém pochodu na Řím. V letech 1922 a 1932 předsedal ve své diecézi dvěma katechetickým kongresům.
V roce 1932 se u něj začaly projevovat první příznaky arteriosklerózy. Dne 3. října 1935 sloužil biřmovací mši svatou během své pastorační vizitace v Salzanu, když náhle ztratil zrak. Byl neprodleně hospitalizován v Trevisu a bylo zjištěno, že měl nedostatečnou cerebrální cirkulaci, což mělo za následek ztrátu jeho zraku. Svoji poslední mši svatou sloužil 14. února 1936. Zemřel dne 26. června 1936 v Trevisu po osmnácti hodinách trýznivých bolestí. Jeho pohřeb se konal 30. června téhož roku za účasti velkého počtu věřících. Dne 5. listopadu 1936 byly jeho ostatky pohřbeny v katedrále sv. Petra v Trevisu. Při jejich exhumaci roku 1984 byla část jeho ostatků mumifikovaná.

## Úcta
Jeho beatifikační proces započal dne 15. prosince 1981, čímž obdržel titul služebník Boží. Dne 21. prosince 1998 jej papež sv. Jan Pavel II. podepsáním dekretu o jeho hrdinských ctnostech prohlásil za ctihodného.
Blahořečen pak byl dne 20. října 2002 na Svatopetrském náměstí papežem sv. Janem Pavlem II.
Jeho památka je připomínána 26. června. Bývá zobrazován v řeholním oděvu a s biskupskými insigniemi. Je patronem trevisské diecéze.